# 베러 와치 아웃
《베러 와치 아웃》(영어: Better Watch Out)은 2016년 공개된 오스트레일리아 미국 합작 공포 스릴러 영화이다. 크리스마스 이브 저녁 집 안에 갇혀 정체불명의 침입자에게 습격당하는 아이들의 이야기를 다루었다. 크리스 페코버 감독이 연출했고 올리비아 더용, 리바이 밀러, 에드 옥슨볼드가 출연한다.
크리스 페코버 감독은 나 홀로 집에 시리즈와 존 휴스 감독에 대한 애정으로 이 영화를 만들었다고 하며, 거미와 페인트 등 나 홀로 집에 시리즈에 등장했던 중요한 소품들이 호러의 장치로 쓰인다.

## 줄거리
크리스마스 시즌, 17살 소녀 애슐리는 12살 꼬마 루크의 베이비시터로 일하게 된다. 루크는 애슐리에게 연정을 품고 호러 영화를 함께 보며 그녀를 유혹하려 하지만 실패한다. 그러던 중 집 밖에서 이상한 일들이 벌어지자 애슐리는 불안해한다. 알고 보니 루크의 친구 개럿이 방문한 것뿐이었다. 하지만 곧 윗층 창문이 깨지는 소리가 들리고, "떠나면 죽는다"라고 쓰인 벽돌을 발견하면서 상황은 심각해진다. 개럿은 겁에 질려 뒷문으로 뛰쳐나가지만, 곧 알 수 없는 총격에 의해 살해당한다.
충격에 휩싸인 애슐리와 루크는 다락방으로 숨고, 애슐리가 추락할 뻔한 순간 루크가 그녀를 구해준다. 다시 루크의 방으로 숨은 둘은 옷장 안에 숨는데, 샷건을 든 복면 괴한이 나타난다. 애슐리는 괴한이 쓴 가면이 루크의 것임을 알아채고 가면을 벗기는데, 괴한은 다름 아닌 개럿이었다. 루크가 애슐리를 겁에 질리게 만든 후, 영웅처럼 나서서 그녀를 유혹하려 했던 계획이 드러나자 애슐리는 분노한다. 루크는 애슐리를 기절시킨 후 결박하고, 진실 혹은 도전 게임을 강요한다.
애슐리의 문자를 받고 찾아온 남자친구 리키는 집 안에서 수상한 낌새를 느끼고 애슐리를 찾지만, 루크에게 기절당해 묶이게 된다. 애슐리가 유리 조각으로 결박을 풀려던 순간, 루크는 페인트 통으로 리키를 살해한다. 애슐리는 공포에 질려 루크를 총으로 위협하지만 총이 비어있다는 사실을 깨닫는다. 그녀는 밖에서 캐롤을 부르는 사람들에게 도움을 요청하려 하지만, 루크는 다시 벽돌로 애슐리를 기절시킨다.
루크는 애슐리의 전 남자친구 제레미에게 애슐리가 사과 편지를 쓰고 싶어 한다고 거짓말을 한다. 제레미가 편지를 쓰는 동안, 루크는 제레미를 나무에 매달아 자살처럼 위장한다. 개럿은 뒤늦게 죄책감을 느끼고 애슐리를 풀어주려 하지만 루크에게 살해당한다. 루크는 애슐리의 목을 찌른 후, 모든 상황을 제레미가 저지른 일처럼 꾸민다. 이후 루크는 침대에 들어가 부모님이 돌아오기를 기다리고, 부모님은 경찰에 신고한다. 애슐리는 목 부위에 테이프를 붙여 지혈을 한 덕분에 살아남는다. 루크는 병원에 실려가는 애슐리가 자신에게 손가락 욕을 하는 모습을 방 창문에서 지켜본다.
쿠키 영상에서는 루크가 어머니에게 병원에 있는 애슐리를 찾아가 달라고 부탁한다.

## 출연진
- 올리비아 더용 - 애슐리
- 리바이 밀러 - 루크 러너
- 에드 옥슨볼드 - 개릿
- 알렉스 미키치 - 리키
- 데이커 몽고메리 - 제러미
- 패트릭 워버턴 - 로버트 러너
- 버지니아 매드슨 - 디안드라 러너